# Union nationale camerounaise
De Union nationale camerounaise / Cameroon National Union (Nederlands: Kameroense Nationale Unie) was een politieke partij in Kameroen die van 1966 tot 1985 bestond.

## Geschiedenis
De UNC/CNU ontstond in 1966 na een fusie tussen de Union camérounaise (UC) die in het verleden actief was in Frans-Kameroen en de Kamerun National Democratic Party (KNDP), die in het verleden actief was in Brits-Kameroen (Southern Cameroons). President Ahmadou Ahidjo van Kameroen en tevens leider van de UC, werd gekozen tot voorzitter van de nieuwe fusiepartij die de naam Union nationale camerounaise / Cameroonian National Union kreeg. De UNC/CNU werd ook de enige toegelaten politieke partij in het land. De partij nam liberale planning (Planned Liberalism) als ideologie. Dit hield in dat met behulp van buitenlandse investeerders staatsbedrijven werd opgericht die deels in handen waren van de overheid en deels in handen van buitenlandse ondernemers. Daarnaast voorzag liberale planning in een uitgebreide particuliere sector.
Bij de presidentsverkiezingen van 1970, 1975 en 1980 werd Ahidjo steeds met 100% van de stemmen herkozen. Ahidjo regeerde het land met harde hand en gold als een dictator.
In 1982 volgde Paul Biya, die nog altijd (2020) aan de macht is in Kameroen, Ahidjo op als president. In 1985 verving hij de UNC/CNU door de Rassemblement démocratique du peuple camerounais / Cameroon People's Democratic Movement (UDPC/CPDM).

## Lijst van partijvoorzitters
- 1966-1982: Ahmadou Ahidjo
- 1982-1985: Paul Biya